# 1791
1791 (MDCCXCI) var ett normalår som började en lördag i den gregorianska kalendern och ett normalår som började en onsdag i den julianska kalendern.

## Händelser

### Februari
- 28 februari – Journée des Poignards äger rum i Tuilerierna i Paris, där nationalgardet avväpnar adelsmän som samlats för att skydda kungafamiljen.

### Mars

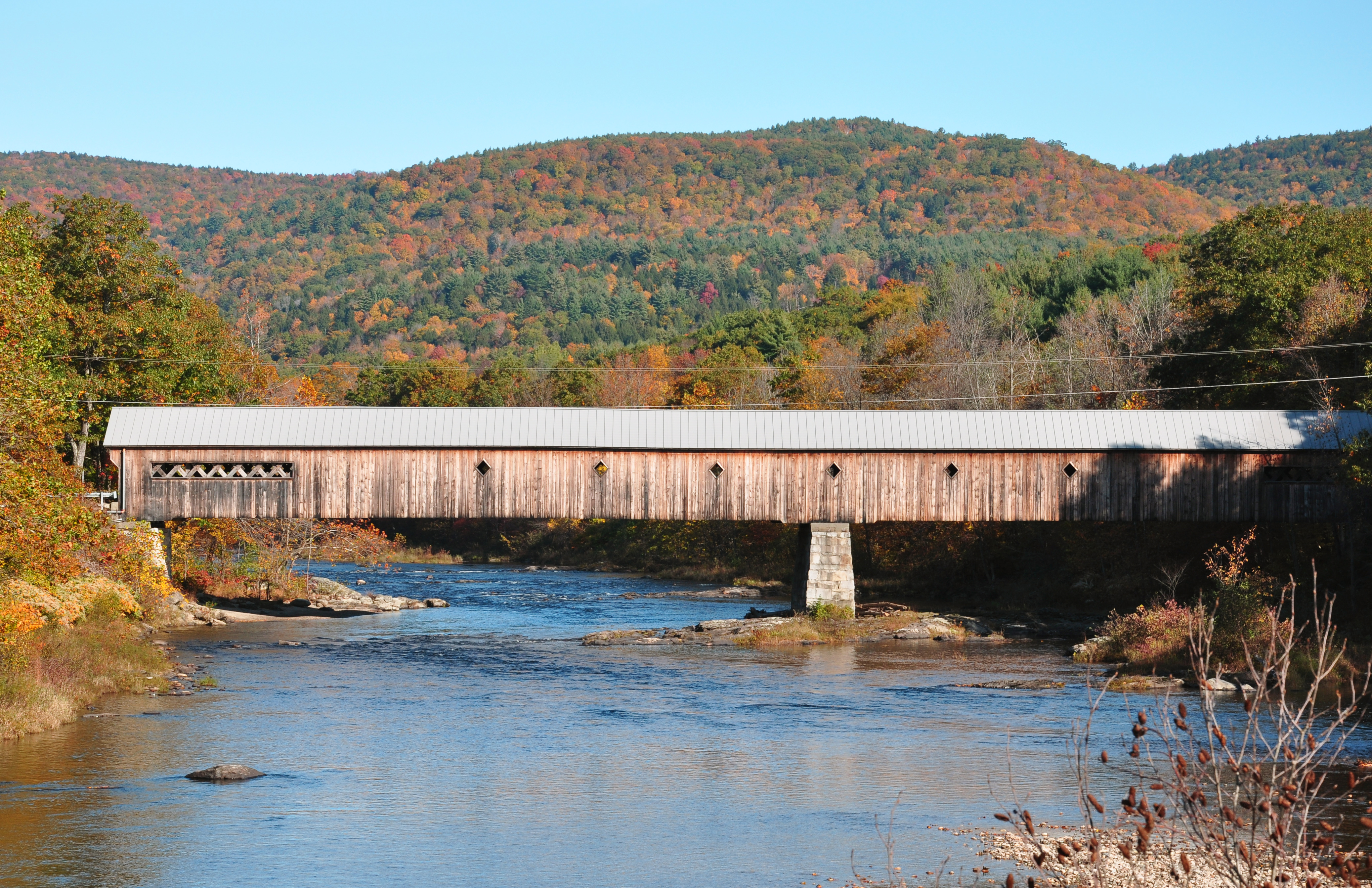
Vermont

- 4 mars – Vermont blir den 14:e delstaten att ingå i den amerikanska unionen.[1]

### Maj
- 29 maj – 11 personer dödas då en kyrkbåt sjunker på sjön Fryken i Sverige.[2]

### Juni
- 14 juni – Gustav III ankommer till Aachen i Frankrike, där han sammanträffar med franska emigranter. Han beger sig också på hälsoresa till Spa.
- 20 juni – Franska revolutionen: Flykten till Varennes. Kungafamiljens försök att fly från revolutionen misslyckas och slutar i Varennes-en-Argonne; och kungaparet återförs till Paris.

### Juli
- 16 juli – Franska revolutionen: splittring av Jakobinklubben leder till bildandet av Feuillantklubben.
- 17 juli – Franska revolutionen: Massakern på Marsfältet, en rojalistisk reaktion mot republikanerna.
- Juli – Franska revolutionen: Gustav III inleder förhandlingar om att få leda en armé som skall nedslå revolutionen. Då förhandlingarna misslyckas återvänder kungen till Sverige.

### September
- 30 september
  - Franska revolutionen: Den konstituerande nationalförsamlingen avslutas efter att ha antagit en ny grundlag där kungamakten kraftigt begränsades.
  - Operan Trollflöjten av Wolfgang Amadeus Mozart har urpremiär på Theater auf den Wieden i Wien under tonsättarens ledning.

### Oktober
- Oktober – Sverige sluter ett försvarsförbund med Ryssland.

### Okänt datum
- Deklarationen om kvinnans och medborgarinnans rättigheter utges av Olympe de Gouges.

## Födda

### Första kvartalet

#### Januari
- 8 januari – Jacob Collamer, amerikansk politiker och jurist. (död 1865)

#### Februari
- 4 februari – John McLean, amerikansk politiker, senator 1824–1825 och 1829–1830. (död 1830)
- 11 februari – Francesco Hayez, italiensk konstnär. (död 1882)
- 12 februari – Peter Cooper, amerikansk industrialist och politiker. (död 1883)
- 20 februari – Émile Deschamps, fransk poet. (död 1871)
- 27 februari – Johan Gustaf Liljegren, svensk riksantikvarie, riksarkivarie och kansliråd. (död 1837)

#### Mars
- 20 mars – Marie Ellenrieder, tysk målare. (död 1863)

### Andra kvartalet

#### April
- 3 april – Anne Lister, engelsk dagboksskrivare. (död 1840)
- 12 april – Francis Preston Blair, amerikansk journalist och politiker. (död 1876)
- 23 april – James Buchanan, amerikansk jurist och demokratisk politiker, USA:s ambassadör i Ryssland 1832–1833 och i Storbritannien 1853–1856, senator för Pennsylvania 1834–1845, utrikesminister 1845–1849 och president 1857–1861. (död 1868)
- 27 april – Samuel Morse, amerikansk vetenskapsman, telegrafiska alfabetets uppfinnare. (död 1872)

#### Maj
- 3 maj – Henryk Rzewuski, polsk författare. (död 1866)

#### Juni
- 30 juni – Félix Savart, fransk fysiker. (död 1841)

### Tredje kvartalet

#### Juli
- 18 juli – Isaac D. Barnard, amerikansk politiker, senator 1827–1831. (död 1834)
- 26 juli – Franz Xaver Wolfgang Mozart, österrikisk tonsättare och pianist, son till Wolfgang Amadeus Mozart. (död 1844)

#### Augusti
- 20 augusti – Robert Fredrik von Kræmer, svensk friherre, landshövding i Uppsala 1830–1862. (död 1880)

#### September
- 19 september – Odilon Barrot, fransk politiker. (död 1873)
- 22 september – Michael Faraday, brittisk fysiker och kemist. (död 1867)

### Fjärde kvartalet

#### Oktober
- 19 oktober – Gaetano Errico, italiensk katolsk präst och ordensgrundare, helgon. (död 1860)
- 24 oktober – Joseph R. Underwood, amerikansk jurist och politiker, senator 1847–1853. (död 1876)

#### November
- 10 november – Robert Y. Hayne, amerikansk politiker, senator 1823–1832. (död 1839)
- 22 november – John Winston Jones, amerikansk demokratisk politiker, talman i USA:s representanthus 1843–1845. (död 1848)

#### December
- 17 december – Birgitte Andersen, dansk skådespelare och dansare. (död 1875)
- 26 december – Charles Babbage, brittisk matematiker. (död 1871)

### Okänt datum
- Élisa Garnerin, fransk ballongflygare och fallskärmshoppare. (död 1853)

## Avlidna

### Första kvartalet

#### Januari
- 23 januari – Johann Philipp Fabricius, 80, tysk missionär.
- 24 januari – Étienne Maurice Falconet, 74, fransk skulptör.
- 25 januari – Giovanni Pichler, 57, italiensk-tyrolsk ädelstenssnidare.
- 28 januari – Georg Christian Oeder, 62, dansk botanist och nationalekonom.

#### Februari
- 5 februari – Erik Fernow, 55, svensk historiker och kartograf.

#### Mars

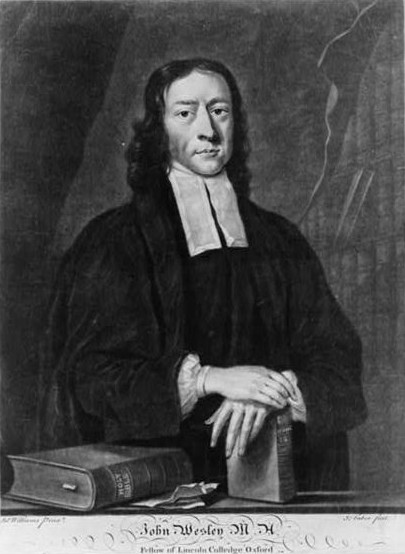
Metodismens grundare John Wesley avled den 2 mars, 87 år gammal.

- Metodismens grundare John Wesley avled den 2 mars, 87 år gammal.2 mars – John Wesley, 87, brittisk teolog.
- 3 mars – Johan Sparre af Söfdeborg, 76, svensk greve och militär.
- 11 mars – Mathias Benzelstierna, 77, svensk ämbetsman.
- 14 mars – Johann Salomo Semler, 65, tysk kyrkohistoriker och exeget.
- 16 mars – Johann Just von Berger, 67, tysk-dansk läkare.
- 20 mars – Marie Jeanne Clemens, 35, fransk-dansk konstnär.

### Andra kvartalet

#### April
- 2 april – Honoré Gabriel Riqueti de Mirabeau, 42, fransk politiker.
- 16 april – Per Abraham Örnsköld, 70, svensk friherre och ämbetsman, landshövding i Västernorrlands län 1762–1769 och landshövding i Södermanlands län 1769–1791.
- 19 april – Richard Price, 68, brittisk predikant och moralfilosof.
- 22 april – Jean François, 69, fransk historiker.
- 24 april – Benjamin Harrison V, 65, amerikansk politiker, guvernör i Virginia 1781–1784.

#### Maj
- 9 maj – Francis Hopkinson, 53, amerikansk jurist.
- 22 maj – Johann Andreas Murray, 51, tysk-svensk läkare och botaniker.
- 28 maj – Joseph Schmitt, 57, tysk violinist och kompositör.

#### Juni
- 1 juni – Maria Petraccini, 31, italiensk anatomiker.
- 5 juni – Frederick Haldimand, 72, schweizisk-brittisk militär.
- 17 juni – Selina Huntingdon, 83, brittisk religiös ledare.
- 20 juni – Adam Struensee, 82, tysk teolog.
- 22 juni – Catharine Macaulay, 60, brittisk historiker.
- 27 juni – Johann Heinrich Merck, 50, tysk författare.
- 28 juni – Carl Sparre, 67, svensk friherre, riksråd 1775.
- 30 juni – Jean-Baptiste Descamps, 76, fransk målare och konsthistoriker.

### Tredje kvartalet

#### Juli
- 2 juli – Søren Abildgaard, 73, dansk-norsk konstnär.
- 14 juli – Joseph Gärtner, 59, tysk botaniker.
- 24 juli – Ignaz von Born, 48, tysk mineralog och författare.

#### Augusti
- 4 augusti – Carl Bonde, 49, svensk greve, riksråd och riksmarskalk.
- 7 augusti – Pontus Fredrik De la Gardie, 65, svensk greve och militär.
- 22 augusti – Johann David Michaelis, 74, tysk orientalist och teolog.
- 23 augusti – Jeanne de Valois-Saint-Rémy, 35, fransk bedragare.
- 26 augusti – José Iglesias de la Casa, 42, spansk poet.

#### September
- 17 september – Tomás de Iriarte, 40, spansk poet.
- 23 september – Carl von Gontard, 60, tysk arkitekt.
- 26 september – William Craven, 6:e baron Craven, 53, brittisk adelsman.

### Fjärde kvartalet

#### Oktober
- 2 oktober – Gunnar Pálsson, 77, isländsk författare.
- 10 oktober – Christian Friedrich Daniel Schubart, 52, tysk poet.
- 12 oktober – Anna Louisa Karsch, 48, tysk poet.
- 16 oktober – Grigorij Potemkin, 52, rysk militär och politiker.
- 17 oktober – Per Floding, 60, svensk kopparstickare.
- 25 oktober – Nils Marelius, 83, svensk kartograf.
- 27 oktober – Samuel Gagnerus, 60, svensk författare.

#### November
- 15 november – Henri-Louis Jaquet-Droz, 39, schweizisk urmakare.

#### December
- 5 december – Wolfgang Amadeus Mozart, 35, österrikisk kompositör.[3].
- 12 december – Catharina Freymann, 83, norsk pedagog och religiös ledare.
- 24 december – Matheus Daniel Böritz, 38, svensk violinist och kompositör.
- 25 december – Claus Fasting, 45, norsk författare.
- 27 december – Axel Magnus von Arbin, 74, svensk militär.
- 28 december – Johan Gustaf Gripensköld, 68, svensk ämbetsman.

### Fotnoter
1. ↑  World Statesmen (läst 3 april 2011)
2. ↑  ”Värmlands brandhistoriska klubb”. Arkiverad från originalet den 12 oktober 2011. https://www.webcitation.org/62NB7kO36?url=http://www.brandhistoriska.org/olyckor_se.html. Läst 16 mars 2011.
3. ↑  Det hände i dag